# Нягра (Муреш)
Нягра (рум. Neagra) — село у повіті Муреш в Румунії. Входить до складу комуни Лунка-Брадулуй.
Село розташоване на відстані 291 км на північ від Бухареста, 65 км на північний схід від Тиргу-Муреша, 119 км на схід від Клуж-Напоки.

## Населення
За даними перепису населення 2002 року у селі проживали 495 осіб.
Національний склад населення села:
| Національність | Кількість осіб | Відсоток |
| -------------- | -------------- | -------- |
| румуни         | 426            | 86,1%    |
| цигани         | 50             | 10,1%    |
| угорці         | 19             | 3,8%     |

Рідною мовою назвали:
| Мова      | Кількість осіб | Відсоток |
| --------- | -------------- | -------- |
| румунська | 480            | 97,0%    |
| угорська  | 15             | 3,0%     |